# Crkva Svih Svetih u Zmijavcima
Crkva Svih Svetih u selu Zmijavcima, zaštićeno kulturno dobro.

## Opis dobra
Župna crkva Svih Svetih u Zmijavcima sagrađena je 1895.g. na mjestu starije crkve. Jednobrodna građevina, dimenzija 26x11 m, građena je od kamenih klesanaca, s pravokutnom apsidom na zapadu. Na glavnom pročelju ulazna vrata su naglašena kamenim lukom u čijem tjemenu je križ ispod kojeg je uklesana godina gradnje crkve: 1895. U zabatu pročelja je zvonik na preslicu s tri zvona ispod kojeg je okulus i dva lučna prozora. Na bočnim pročeljima crkve su jednostavna vrata iznad kojih je okulus i dva lučna prozora. Uz crkvu je 2002.g. sagrađen kameni zvonik, s biforama na sve četiri strane lože za zvona. U unutrašnjosti crkve dominira drveni glavni oltar izrađen 1903. g. u Tirolskoj radionici.

## Zaštita
Pod oznakom Z-5768 zavedena je kao nepokretno kulturno dobro - pojedinačno, pravna statusa zaštićena kulturnog dobra, klasificirano kao "sakralna graditeljska baština".